# Madame Menjaud

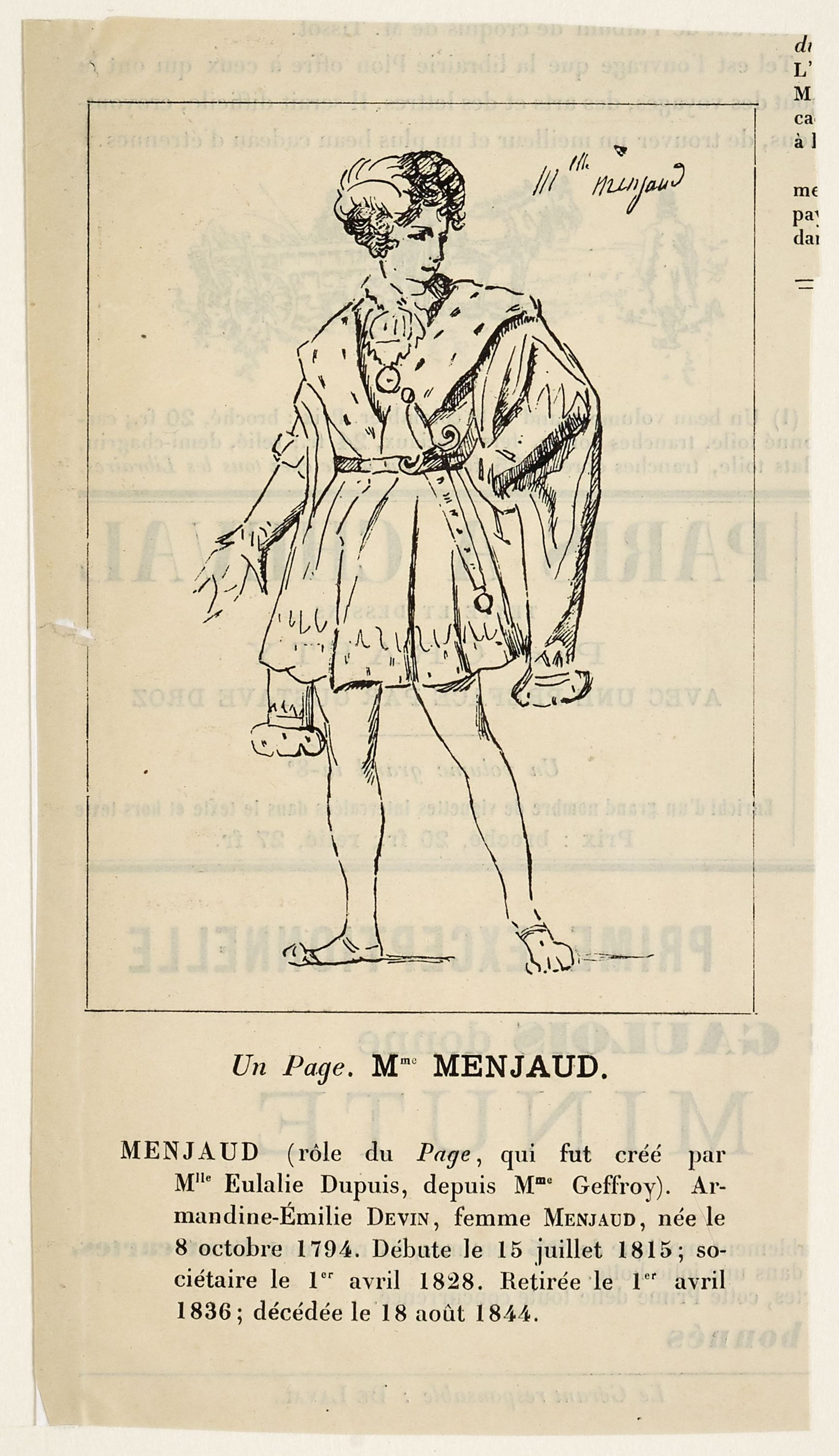
Madame Menjaud in der Rolle eines Pagen

Armantine-Émilie Devin, ledig bekannt als Mademoiselle Devin und später als Madame Menjaud (* 8. November 1794 in Paris; † 13. April 1844 ebenda), war eine französische Schauspielerin.

## Karriere
Über die familiäre Herkunft Menjauds ist lediglich bekannt, dass ihr Vater Justiziar war. Sie debütierte, noch sehr jung, am Théâtre l'Impératrice, von wo aus sie im Jahr 1810 an das Pariser Konservatorium ging und dort unter Abraham-Joseph Bénard studierte. Dort schloss sie als Drittbeste, im Fach der Komödie ab. Ihre ersten erfolgreichen Engagements führten sie nach Rouen und Nantes, wo sie Mademoiselle Mars kennenlernte, die sie im Jahr 1815 in die Comédie-Française einführte. Obwohl der Theaterdirektor von Nantes versuchte, sie wenigstens bis zum Ende der Spielzeit zu halten, debütierte Menjaud in Desforges Komödie La Femme Jalouse in der Rolle der Charlotte. Da sie jedoch mit 19 Jahren noch nicht volljährig war, durfte sie keine Hauptrollen spielen, was beinahe zu einem Prozess geführt hätte, und nur eine Sondererlaubnis, in der die Rollen begrenzt waren, konnte ihre Jahresengagements aufrechterhalten. Sie war dann mit diesen Rollen auch unzufrieden und beantragte, gerade volljährig geworden, im Jahr 1819, die Aufnahme in die Société de la Comédie-Française. Ihre Gage wurde dann zwar erhöht, sie bekam bessere Rollen, aber die Aufnahme in die Société wurde ihr noch verweigert. Es wird gemutmaßt, dass ihre auffällige Nase der Grund dafür war, dass der Beitritt zur Société erst 1828 erfolgte. Im Jahr 1836 nahm sie ihren Bühnenabschied und die Abschiedsvorstellung fand 1841 statt.
Menjaud konnte am Ende ihrer Karriere 35 Hauptrollen in 21 Bühnenjahren vorweisen.

## Privates
Devin heiratete 1822 ihren Bühnenkollegen Menjaud, der auch nach ihrem Bühnenabgang aktiv blieb. Sie selbst starb nach langer, schwerer Krankheit.